# Apple Daily

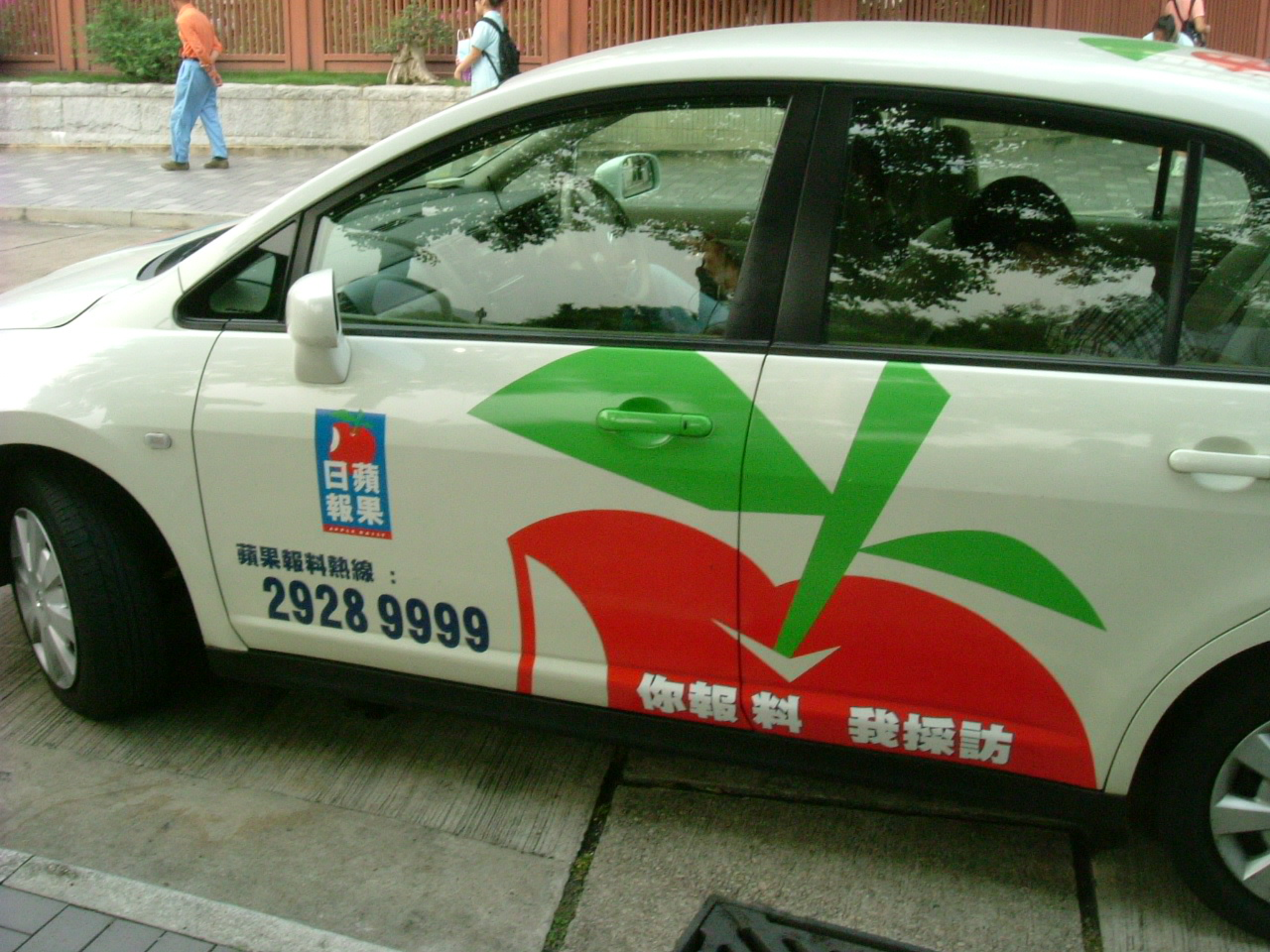
Une voiture d'Apple Daily.

Apple Daily (chinois simplifié : 苹果日报 ; chinois traditionnel : 蘋果日報 ; pinyin : Píngguǒ Rìbào ; cantonais Jyutping : ping4 gwo2 jat6 bou3 ; litt. « le quotidien de la pomme »), est un quotidien indépendant hongkongais fondé en 1995. Le quotidien fait partie du groupe Next Media contrôlé par Jimmy Lai. En raison de sa ligne éditoriale et de son orientation libérale sur le plan économique et politique, le journal fait l'objet de boycotts publicitaires et de pressions politiques. Ses titres sont interdits en Chine continentale et son propriétaire, Jimmy Lai est sur liste noire depuis les années 1990. Le journal disparaît le 25 juin 2021 à la suite de la loi sur la sécurité nationale de Hong Kong ; pour sa disparition le journal est tiré à 1 million d'exemplaires.

## Histoire
Apple Daily, né le 20 juin 1995, fut le premier journal hongkongais qui allie tabloïd et journalisme engagé. Le journal exploite l'impression en couleur et  refuse de mettre de la publicité sur la page de une, contrairement à la plupart des quotidiens à cette époque.  Selon le propriétaire, l'origine de son journal « si Adam et Eve n'avaient pas croqué la pomme, il n'y aurait pas de mal ou malfaisance dans le monde, et le terme actualité n'existerait pas ».
Le journal publie des éditions imprimées et numériques en chinois, ainsi qu'une édition uniquement numérique en anglais.

## Ligne éditoriale pro-démocratie et censure
En août 2020, dix personnes sont arrêtées, parmi lesquels Jimmy Lai, figure du mouvement prodémocratique et propriétaire d’Apple Daily. En réaction, les Hongkongais ont acheté massivement une édition spéciale d’Apple Daily tirée exceptionnellement à 550 000 exemplaires chez les marchands de journaux. L’action en Bourse du groupe de presse Next Media fait un bond de 1 500 % en l’espace d’une journée.
Le 17 juin 2021, selon la Loi sur la sécurité nationale de Hong Kong, cinq responsables dont Cheung Kim-hung, directeur général du groupe de presse Next Digital auquel appartient le quotidien ainsi que Ryan Law, rédacteur en chef du journal, sont placés en détention provisoire pour « collusion avec un pays étranger ou avec des éléments extérieurs, en vue de mettre en péril la sécurité nationale », un délit pouvant être sanctionné de la prison à perpétuité. Cette opération a été menée par le nouveau département de police, spécialement chargé de la sécurité nationale portant sur « au moins trente articles » publiés par l’Apple Daily, favorables à des sanctions contre Hongkong et contre la Chine parus en 2019,  avant l’entrée en vigueur de la LSN, qui, officiellement, n’est pas rétroactive. Quarante ordinateurs de journalistes ont été saisis, ce qui a permis à la police d'obtenir des informations confidentielles et l'identité des lanceurs d'alerte. Au lendemain de leur inculpation, leur demande de libération sous caution est refusée par le juge qui estime qu'il n'y a pas d'élément établissant que les accusés « ne continueront pas à commettre des actes mettant en danger la sécurité nationale. » Les autorités ont également gelé 18 millions de dollars de Hong Kong (2,3 millions de dollars ; 1,64 million de livres sterling) de ses actifs. 
Le 22 juin, lors d'un point presse hebdomadaire, la cheffe de l'exécutif hongkongais Carrie Lam a justifié la procédure judiciaire, assurant que les mesures prises par les autorités ne visent pas la liberté de la presse. Elle avertit notamment : « N'essayez pas de magnifier ces actes qui mettent en danger la sécurité nationale ».
Le 23 juin, le journal informe qu'il va cesser de paraître ; cette décision découle de l'arrestation de cinq des membres de sa rédaction et du gel de ses actifs financiers.